# Arcuphantes ashifuensis
Arcuphantes ashifuensis är en spindelart som först beskrevs av Ryoji Oi 1960.  Arcuphantes ashifuensis ingår i släktet Arcuphantes och familjen täckvävarspindlar. Inga underarter finns listade i Catalogue of Life.